# Sorobon
Sorobon is de naam van het strand aan de zuidelijke oever van de Lac Baai, op Bonaire. Het is een natuurgebied dat valt onder het Verdrag van Ramsar. Er wordt gewindsurfd. 
Aan de baai staat een hotel (Sorobon Beach Resort) en twee surfscholen (Jibe City en The Windsurf Place). Sorobon heeft wind uit zee waardoor het iets frisser en koeler is dan op de rest van het eiland. In de baai zijn bijzondere dieren te vinden zoals roggen, murenes en schildpadden. 